# Eat You Up
『Eat You Up』(イート・ユー・アップ)はBoAの配信限定シングルであり、アメリカでのデビュー・シングル。

## 解説
本作はBoAのアメリカにおいてのデビュー・シングルとなっている。当初は10月7日をデビュー日にする予定であったが、諸事情により10月21日に変更となった。
アメリカでは、10月21日にiTunes Store、Amazon、AOL、Emusic、MySpace等の音楽配信サイトにて配信が開始され、韓国においてはその翌日の22日にMelon、Dosirak、Cyworldで配信され、日本ではiTunes Store、mora等で音楽配信がなされ、mu-moやレコード会社直営サウンド、dwango.jp、music.jp等では着うたも配信がなされた。
さらにタイではSanook Online、Click Internet、香港ではHutchison、PCCWなどのアジア地域から、イギリス、フランス、ドイツ、イタリア、オーストラリア、ニュージーランドといった約30ヶ国の国々にて配信がなされた。

## 収録曲
1. Eat You Up
作詞・作曲：Remee/Thomas Troelsen